# Geneviève Vix
Geneviève Vix (Nantes, 1879 - París, 25 d'agost de 1939) fou una soprano francesa. Era descendent del pintor holandès Adriaen Brouwer.
Estudià al Conservatori de Nantes i després al Conservatori de París. Feia el seu debut al Palais Garnier el 1905 en l'estrena de Daria, després interpretava la Margarida a Faust, Armide, i Julieta a Romeu i Julieta. A l'Opéra-Comique debutà el 27 setembre de 1906 i fou un membre de la companyia durant sis temporades, creant els papers de Concepción a L'Heure espagnole el 1911 i Francesca a Francesca da Rimini el 1913. També cantava a Louise, Carmen, Don Giovanni, Tosca, La traviata, Werther i Cendrillon a la Salle Favart. El 21 de febrer de 1908 cantà Geneviève en un ressorgiment de Geneviève de Brabant al Théâtre des Variétés, Paris.
A mitjan 1920, malgrat alguns problemes vocals, va crear el rol de Catharina a La Mégère approvoisée per a l'Òpera de París (1925) i La Tisbé a Angelo per a l'Opéra-Comique (1928).
Gaudiria d'una carrera internacional amb aparicions a Barcelona, Madrid, Buenos Aires, Montevideo, Rio da Janeiro, l'Havana, Chicago, Nova York, Boston, Roma, el Caire i Constantinoble, afegint Saffo, Salomé, Pelléas et Mélisande i Thaïs al seu repertori.
Va enregistrar àries de Carmen. Vix es retirava dels escenaris el 1935.

## Al Liceu
Va cantar assíduament al Gran Teatre del Liceu. Dona de gran bellesa, Gaziel deia que "era una doneta encisadora -prou es veia a mesura que anava traient-se els vels de Salomé, un darrere l'altre, durant la famosa dansa-, que acabà essent amant del rei Alfons XIII".